# 公務災害
公務災害（こうむさいがい）とは、公務員が公務遂行中に労働災害に遭遇すること。公務災害による損害は国家公務員災害補償法及び地方公務員災害補償法によって補償される。

## 概要
公務員は国や地方公共団体と私法上の関係（労働契約）が存在する一方で、公法上の関係も存在しており、公務員の公務上の災害は労働者と事業主という私法上のみの関係で発生する労働災害とは異なるため、労働者災害補償保険で補償を行うことは適切ではない。公務災害では上記の2つの法律に基づき、労働者災害補償保険法による一般の労働災害と同様の補償を定めている。
国家公務員の場合は、非常勤であっても一般職の国家公務員であれば、国家公務員災害補償法で補償される。国家公務員の特別職の職員も各法律により国家公務員災害補償法が準用又は一般職の職員の例により補償されている。独立行政法人の職員については、行政執行法人の職員は国家公務員であるから国家公務員災害補償法で補償されるが、その他の独立行政法人の職員は非国家公務員であるので労働者災害補償保険で補償される。
地方公務員は、常勤の場合は、地方公務員災害補償法第3章により補償されているが、非常勤の場合は、労働者災害補償保険の適用を受けない場合は、第67条の規定に基づき、各地方公共団体の条例で補償制度が定められることになっている。地方独立行政法人の職員も、常勤の場合は地方公務員災害補償法第3章の規定により、補償がされる。

## 運用

### 国家公務員
国家公務員の場合は、各省庁毎に取扱規定が詳細に定められている。
公務災害認定通知に不服がある場合は、一般職の国家公務員は人事院規則に従い、人事院へ審査を申し立てることができる。特別職の国家公務員についても、これに準じた不服申立措置が可能である。

### 地方公務員
地方公務員の場合は、地方公務員災害補償法第3条により設置される地方公務員災害補償基金が補償を行い、実際の事務は同法第4条で設置される、各都道府県並びに政令指定都市の地方公務員災害補償基金支部が処理する。
決定に不服がある場合は、地方公務員災害補償基金支部審査会に審査請求が、さらに不服がある場合は、地方公務員災害補償基金審査会に再審査請求ができる。

## 問題点
公務災害の認定から、事案の処理が完結するまで、一般にかなりの時間・日数を要することが指摘されている。